# Тексашки масакр моторном тестером 2
Тексашки масакр моторном тестером 2 (енгл. The Texas Chainsaw Massacre 2) је амерички хорор филм из 1986, режисера Тоба Хупера, директан наставак првог дела, са Каролином Вилијамс, Денисом Хупером и Билом Мозлијем у главним улогама.
Након успеха Тексашког масакра моторном тестеорм 1, Тоб Хупер се вратио као режисер и ко-сценариста наставка. И поред знатно већег буџета који је имао у односу на свог претходника, филм није успео ни да му се приближи по оствареном успеху. Добио је веома помешане критике, од оних најбољих до најгорих, те има средњу оцену на IMDb-у, 5,6/10, што је готово 2 оцене мање од првог дела. Уз све помешане критике које је добио, филм је стекао и статус култног класика, а ликови „Чоп-Топа” и „Стреч” су посебно популарни у хорор жанру (поред Ледерфејса који се вратио из претходног дела).
Иако се много ликова из претходног филма вратило, глумачка постава је потпуно промењена.
4 године касније снимљен је наставак под насловом Тексашки масакр моторном тестером 3: Ледерфејс. Интересантно је да наставци који су уследили нису у потпуности сагласни с дешавањима из овог филма. Наиме, на самом почетку је откривено да је једина преживела из првог филма, Сали Хардести, умрла у међувремену, што је занемарено у 4. филму, у коме се Сали појављује жива. Такође, смрт главног антагонисте серијала, Ледерфејса, на крају овог филма, је занемарена у свим осталим наставцима, а поприлично је нејасно и како је деда Сојер успео да преживи експлозију на крају, пошто се појављује и у 4. делу франшизе.

## Радња
Поручник „Лефти” Енрајт, ујак Френклина и Сали Хардести из претходног дела, се већ више од 10 година бави злочином у коме је страдала и његова, али и многе друге породице. Сплетом околности, водитељка радио станице, Ванита „Стреч” Брок, бива уплетена у злочине канибалистичке породице Сојер и постаје једна од њихових главних мета.
У коначном обрачуну у јазбини породице Сојер, Лефти и Ледерфејс се међусобно прободу тестерама, док Стреч убија „Чоп-Топа” и остаје једина преживела.

## Улоге
| Глумац            | Улога                       |
| ----------------- | --------------------------- |
| Каролина Вилијамс | Ванита „Стреч” Брок         |
| Денис Хупер       | поручник Бад „Лефти” Енрајт |
| Џим Сијдоу        | Дрејтон Сојер               |
| Бил Џонсон        | Ледерфејс                   |
| Бил Мозли         | „Чоп-Топ” Сојер             |
| Лу Периман        | Ел-Џи                       |
| Крис Дуридас      | Гунер/Рик                   |
| Кен Еверт         | деда Сојер                  |
| Кинки Фридман     | спортски спикер             |
| Ден Џенскинс      | телевизијски коментатор     |
| Џо Боб Бригс      | Гонзо Мувигор               |